# Mike Woodson
Michael Dean "Mike" Woodson (ur. 24 marca 1958 w Indianapolis) – amerykański koszykarz, występujący na pozycjach rzucającego obrońcy oraz niskiego skrzydłowego, po zakończeniu kariery zawodniczej trener koszykarski, obecnie trener Indiana Hoosiers.
4 listopada 2020 objął stanowisko asystenta trenera w New York Knicks. 28 marca 2021 został trenerem drużyny akademickiej Indiana Hoosiers.

## Osiągnięcia
Na podstawie, o ile nie zaznaczono inaczej/
NCAA
- Mistrz:
  - turnieju NIT (1979)[4]
  - konferencji Big Ten (1980)[4]
- Uczestnik rozgrywek NCAA Sweet Sixteen (1980)
- Laureat Chicago Tribune Silver Basketball (1980 – Big Ten MVP)
- Zaliczony do:
  - II składu All-American (1980 przez NABC)
  - IV składu All-American (1979 przez NABC)

NBA
- Lider play-off w skuteczności rzutów wolnych (1986 - wspólnie z Kikim Vandeweghem i Larrym Spriggsem)[5]

Reprezentacja
- Mistrz igrzysk panamerykańskich (1979)[6]

Trenerskie
- Mistrz NBA jako asystent trenera (2004)[7]